# Liridon Latifi
Pour les articles homonymes, voir Latifi.
Liridon Latifi, né le 6 février 1994 à Pristina au Kosovo, est un footballeur albano-kosovar. Il évolue au poste de milieu droit au Vllaznia Shkodër.

## Carrière
Le 21 juillet 2015, il inscrit avec le Skënderbeu Korçë, un but en Ligue des champions, contre le club nord-irlandais de Crusaders.
Liridon Latifi est prêté un mois au FK Kukësi lors de l'été 2016.

## Statistiques
| Saison                | Club                  | Championnat           | Championnat | Championnat | Coupe(s) nationale(s) | Coupe(s) nationale(s) | Compétition(s) continentale(s) | Compétition(s) continentale(s) | Compétition(s) continentale(s) | Total | Total |
| Saison                | Club                  | Division              | M.          | B.          | M.                    | B.                    | Comp.                          | M.                             | B.                             | M.    | B.    |
| 2014-2015             | KF Skënderbeu Korçë   | Superliga             | 14          | 5           | 4                     | 0                     | -                              | 0                              | 0                              | 18    | 5     |
| 2015-2016             | KF Skënderbeu Korçë   | Superliga             | 28          | 5           | 2                     | 0                     | C1+C3                          | 5+6                            | 1+0                            | 41    | 6     |
| 2016-2017             | KF Skënderbeu Korçë   | Superliga             | 7           | 1           | -                     | -                     | -                              | -                              | -                              | 7     | 1     |
| 2016-2017             | FK Kukësi (prêt)      | Superliga             | -           | -           | -                     | -                     | C3                             | 2                              | 0                              | 2     | 0     |
| Total sur la carrière | Total sur la carrière | Total sur la carrière | 49          | 11          | 6                     | 0                     | -                              | 13                             | 1                              | 68    | 12    |